# Сутоки (Окуловский район)
Сутоки (Сутоки Первые) — деревня в Окуловском муниципальном районе Новгородской области, относится к Боровёнковскому сельскому поселению.
Деревня расположена на реке Олешня на Валдайской возвышенности, в 37 км к северо-западу от Окуловки (54 км по автомобильной дороге), до административного центра сельского поселения — посёлка Боровёнка 24 км (29 км по автомобильной дороге).
| 2010 |
| ---- |
| 7    |

## История
Деревня Сутоки входила в Заручевский сельсовет, затем до 2005 года деревня входила в число населённых пунктов подчинённых администрации Боровёнковского сельсовета, после вошла в число населённых пунктов Боровёнковского сельского поселения и после чего, до 2012 года деревня называлась Сутоки Первые.

## Транспорт
Ближайшие железнодорожные станции расположены на главном ходу Октябрьской железной дороги — в Боровёнке и Торбино.